# 春妃うらら
春妃 うらら（はるひ うらら、2月15日 - ）は、元宝塚歌劇団花組の娘役。
福岡県福岡市、県立城南高等学校出身。身長161cm。血液型A型。愛称は「うらら」、「うー」、「ゆかり」。

## 来歴
2009年、宝塚音楽学校入学。
2011年、宝塚歌劇団に97期生として入団。入団時の成績は16番。星組公演「ノバ・ボサ・ノバ／めぐり会いは再び」で初舞台。
2012年、組まわりを経て花組に配属。同年、組配属後1作目となる「サン＝テグジュペリ」で、新人公演初ヒロイン。入団2年目での抜擢となった。
その後も可憐な娘役として活躍を続けてきたが、2023年10月8日、「鴛鴦歌合戦／GRAND MIRAGE!」東京公演千秋楽をもって、宝塚歌劇団を退団。
2024年春、一般男性と結婚。

## 人物
実姉も宝塚OGの星乃あんりである。

## 宝塚歌劇団時代の主な舞台

### 初舞台
- 2011年4 - 5月、星組『ノバ・ボサ・ノバ』『めぐり会いは再び』（宝塚大劇場のみ）

### 組まわり
- 2011年9 - 11月、雪組『仮面の男』『ROYAL STRAIGHT FLUSH!!』

### 花組時代
- 2012年7 - 10月、『サン＝テグジュペリ』 - 新人公演：コンスエロ・スンシン／バラの花／星の王子さま（本役：蘭乃はな）『CONGA!!』 新人公演初ヒロイン[注釈 1][5][2][6]
- 2012年11 - 12月、蘭寿とむコンサート『Streak of Light-一筋の光…-』（日本青年館・ドラマシティ）
- 2013年2 - 3月、『オーシャンズ11』（宝塚大劇場） - 新人公演：5年前のテス（本役：華雅りりか）
- 2013年3 - 5月、『オーシャンズ11』（東京宝塚劇場） - 5年前のテス、新人公演：ポーラ（本役：華雅りりか）
- 2013年6 - 7月、『戦国BASARA』（東急シアターオーブ） - 幸村（少年）[6]
- 2013年8 - 11月、『愛と革命の詩（うた）-アンドレア・シェニエ-』 - パンジュ侯爵の娘、新人公演：マリアンヌ・ド・トリュデーヌ（本役：華雅りりか）『Mr. Swing!』
- 2013年12月、『New Wave!-花-』（バウホール）
- 2014年2 - 5月、『ラスト・タイクーン -ハリウッドの帝王、不滅の愛-』 - 新人公演：バーディ・ピーターズ（本役：華雅りりか）『TAKARAZUKA ∞ 夢眩』
- 2014年6 - 7月、『ノクターン-遠い夏の日の記憶-』（バウホール） - エレーナ
- 2014年8 - 11月、『エリザベート-愛と死の輪舞（ロンド）-』 - 新人公演：ヘレネ（本役：華耀きらり）
- 2015年1月、『風の次郎吉-大江戸夜飛翔-』（ドラマシティ・日本青年館） - 手妻の波留
- 2015年3 - 6月、『カリスタの海に抱かれて』 - 少年カルロ、新人公演：シモーヌ（本役：城妃美伶）『宝塚幻想曲（タカラヅカ ファンタジア）』
- 2015年7 - 8月、『ベルサイユのばら-フェルゼンとマリー・アントワネット編-』 - 王女テレーズ『宝塚幻想曲（タカラヅカ ファンタジア）』（梅田芸術劇場・台北国家戯劇院）
- 2015年10 - 12月、『新源氏物語』 - 若紫、新人公演・代役：雲井の雁（本役：城妃美伶）[注釈 2]『Melodia-熱く美しき旋律-』[6]
- 2016年2 - 3月、『Ernest in Love』（梅田芸術劇場・中日劇場） - ロンドン市民／農民／メイド
- 2016年4 - 7月、『ME AND MY GIRL』 - 新人公演：ディーン・マリア公爵夫人（本役：桜咲彩花／仙名彩世）[注釈 3][6]
- 2016年9月、『仮面のロマネスク』 - ジュリー『Melodia-熱く美しき旋律-』（全国ツアー）
- 2016年11 - 2017年2月、『雪華抄（せっかしょう）』『金色（こんじき）の砂漠』 - 後宮の女ハディーシャ、新人公演：王妃アムダリヤ（本役：仙名彩世）
- 2017年3 - 4月、『仮面のロマネスク』 - ジル『EXCITER!!2017』（全国ツアー）
- 2017年6 - 8月、『邪馬台国の風』 - カナ、新人公演：アケヒ（本役：花野じゅりあ）『Santé!!』
- 2017年10月、『はいからさんが通る』（ドラマシティ・日本青年館） - 青江須磨子／姫
- 2018年1 - 3月、『ポーの一族』 - エミリー、新人公演：ジェイン（本役：桜咲彩花）
- 2018年5月、『あかねさす紫の花』 - 小椋『Sante!!』（博多座） トリプルエトワール
- 2018年7 - 10月、『MESSIAH（メサイア）-異聞・天草四郎-』 - 風太『BEAUTIFUL GARDEN-百花繚乱-』
- 2018年11 - 12月、『メランコリック・ジゴロ』 - アネット『EXCITER!!2018』（全国ツアー）
- 2019年2 - 4月、『CASANOVA』 - プッチーナ
- 2019年5 - 6月、『Dream On!』（バウホール）[9]
- 2019年6月、『恋スルARENA』（横浜アリーナ）[注釈 4]
- 2019年8 - 11月、『A Fairy Tale -青い薔薇の精-』 - ネリー・グリフィス『シャルム!』
- 2020年1月、『DANCE OLYMPIA』（東京国際フォーラム）
- 2020年7 - 11月、『はいからさんが通る』 - 青江須磨子／姫[6]
- 2021年1 - 2月、『PRINCE OF ROSES-王冠に導かれし男-』（バウホール） - マーガレット・ボーフォート[6]
- 2021年4 - 7月、『アウグストゥス-尊厳ある者-』『Cool Beast!!』
- 2021年8 - 9月、『哀しみのコルドバ』 - メリッサ『Cool Beast!!』（全国ツアー）
- 2021年11 - 2022年2月、『元禄バロックロック』 - アンズ『The Fascination（ザ ファシネイション）!』
- 2022年3 - 4月、『冬霞（ふゆがすみ）の巴里』（ドラマシティ・東京建物 Brillia HALL） - フェロー男爵夫人
- 2022年6 - 9月、『巡礼の年〜リスト・フェレンツ、魂の彷徨〜』 - マリア・アンナ・リスト『Fashionable Empire』
- 2022年10 - 11月、『フィレンツェに燃える』 - ルチア『Fashionable Empire』（全国ツアー）
- 2023年1 - 3月、『うたかたの恋』 - ステファニー『ENCHANTEMENT（アンシャントマン）-華麗なる香水（パルファン）-』[10][2][6]
- 2023年4 - 5月、『二人だけの戦場』（梅田芸術劇場・東京建物 Brillia HALL） - オルネイラ
- 2023年7 - 10月、『鴛鴦歌合戦（おしどりうたがっせん）』 - 麗姫『GRAND MIRAGE!』 退団公演[11][2][6]